# Pictetoperla gayi
Pictetoperla gayi är en bäcksländeart som först beskrevs av Pictet, F.J. 1841.  Pictetoperla gayi ingår i släktet Pictetoperla och familjen jättebäcksländor. Inga underarter finns listade i Catalogue of Life.